# 中华人民共和国宪法 (1978年)
1978年《中华人民共和国宪法》，通称七八宪法或1978年宪法，是1978年3月5日在第五届全国人民代表大会第一次会议上通过的《中华人民共和国宪法》。

## 概述
1976年“文化大革命”结束后，国家政治形势再度发生重大变化。1977年8月，中国共产党第十一次全国代表大会召开后，重新修宪又提上日程。根据叶剑英在五届全国人大一次会议上所作的《关于修改宪法的报告》，本次宪法修改草案“是以华国锋主席为首的、中国共产党中央政治局全体同志组成的修改宪法委员会起草的。”实际上，本次修宪并未专门成立负责机构，修宪工作由中共中央政治局直接领导，修改宪法委员会在事实上也并未投入运作。中共中央政治局内部指定的宪法修改小组直接承担了宪法草案的修改工作，使得中央政治局的讨论几乎相当于宪法草案的讨论，而当时详细记录讨论的档案至今尚未公开。宪法草案完成后，1977年10月，中共中央发出通知“征求党内外群众对修改宪法的意见”。这次征求群体主要以党内人士为主，也包括一小部分的非党群众和党外人士。不过，这次征求意见的实际价值却受到了广泛质疑，在华国锋的“两个凡是”倾向下，宪法讨论显得死气沉沉。
1978年2月23日，中共十一届二中全会通过了宪法修改草案；新宪法于1978年3月5日在第五届全国人民代表大会第一次会议上正是审议通过。
新宪法修正了1975年宪法的一部分文革语调，恢复了被取消的检察机关，但仍保留了“大鸣，大放，大字报”的说法。此外，该宪法恢复了《五四宪法》部分公民权利条款，不过并未恢复公民在法律面前一律平等的规定。
这部宪法正文延续了中国共产党领导的相关条款，仍将中国共产党的机构纳入国家机构运作体系中，带有浓重的“文革”色彩。七八宪法规定，维持不设置中国国家主席和副主席职位，中国共产党中央委员会主席统率全国武装力量。同时，宪法正文继续写入毛泽东思想，使得这部宪法实质上只是对七五宪法的小修小改，是《五四宪法》和《七五宪法》之间的折中妥协。同时，这部宪法恢复选举制度，取消“民主协商选举”的形式，规定人大代表“由无记名投票选举产生”，但加注了“应经过民主协商”的限制条件。

## 后续修改
七八宪法经过两次修正。1979年7月1日，第五届全国人民代表大会第二次会议通过决议修改宪法条文，同意县和县以上的地方各级人民代表大会设立常务委员会，将地方各级革命委员会改为地方各级人民政府，将县的人民代表大会代表改为由选民直接选举，将上级人民检察院同下级人民检察院的关系由监督改为领导。1980年9月10日，第五届全国人民代表大会第三次会议通过决议，取消原第四十五条中“有运用‘大鸣、大放、大辩论、大字报’的权利”的规定；同时，本次会议根据中共中央建议，决定再次全面修改宪法，成立宪法修改委员会。1982年12月4日，第五届全国人民代表大会第五次会议通过了新宪法，七八宪法的历史使命完成。